# James River (Ouse River)
Der James River ist ein Fluss im Zentrum des australischen Bundesstaates Tasmanien.

## Geografie

### Flusslauf
Der etwas mehr als 14 Kilometer lange James River entsteht im Pillans Lake in der Central Plateau Conservation Area. Von dort fließt er nach Südosten und mündet in den Lake Augusta und damit in den Ouse River bei Bernacchi.

### Durchflossene Seen
Er durchfließt folgende Seen:
- Pillans Lake – 1.199 m
- Lake Augusta – 1.157 m